# Bludenz
Bludenz este un oraș în Austria.

## Galerie de imagini

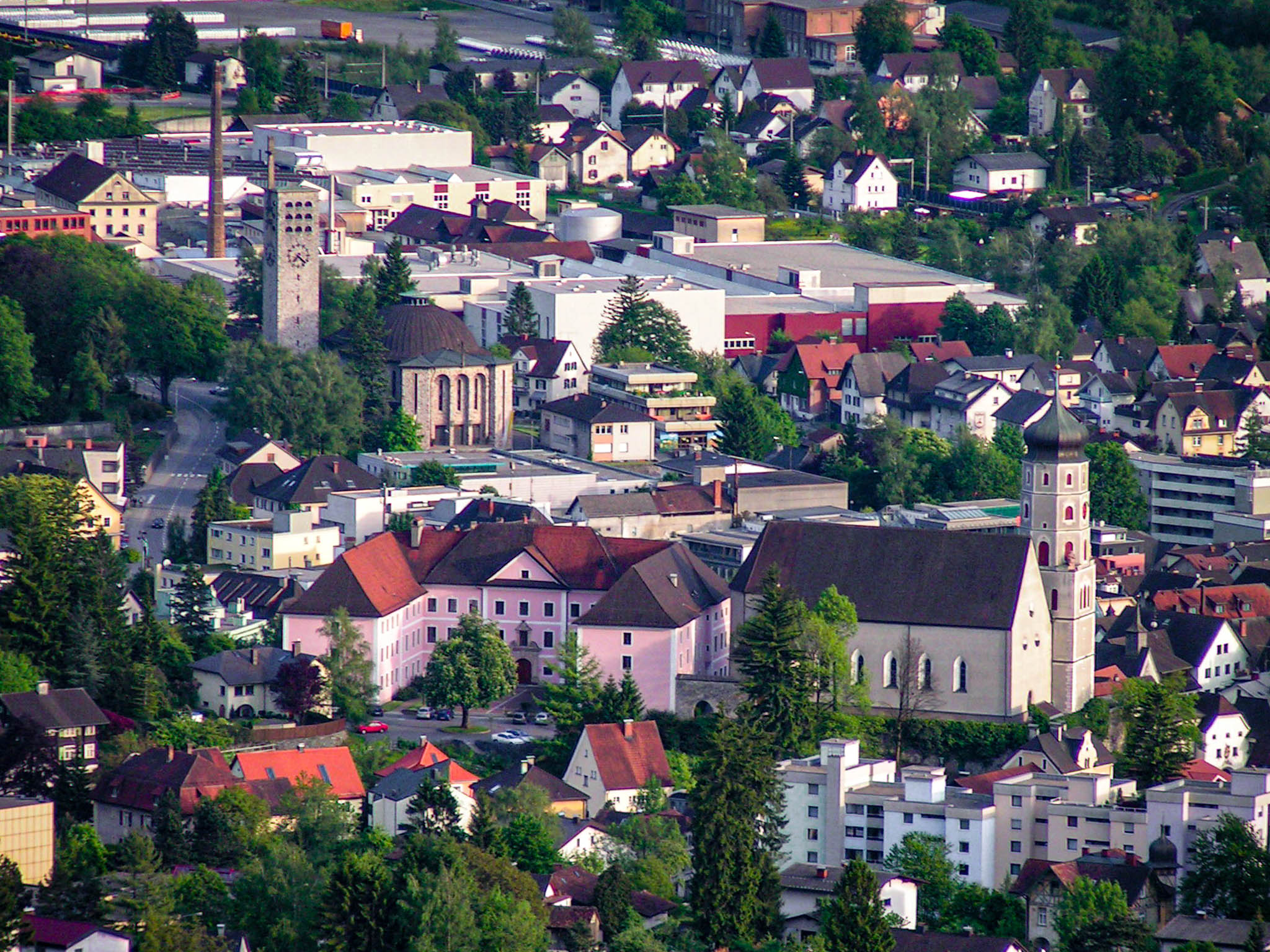
Bludenz
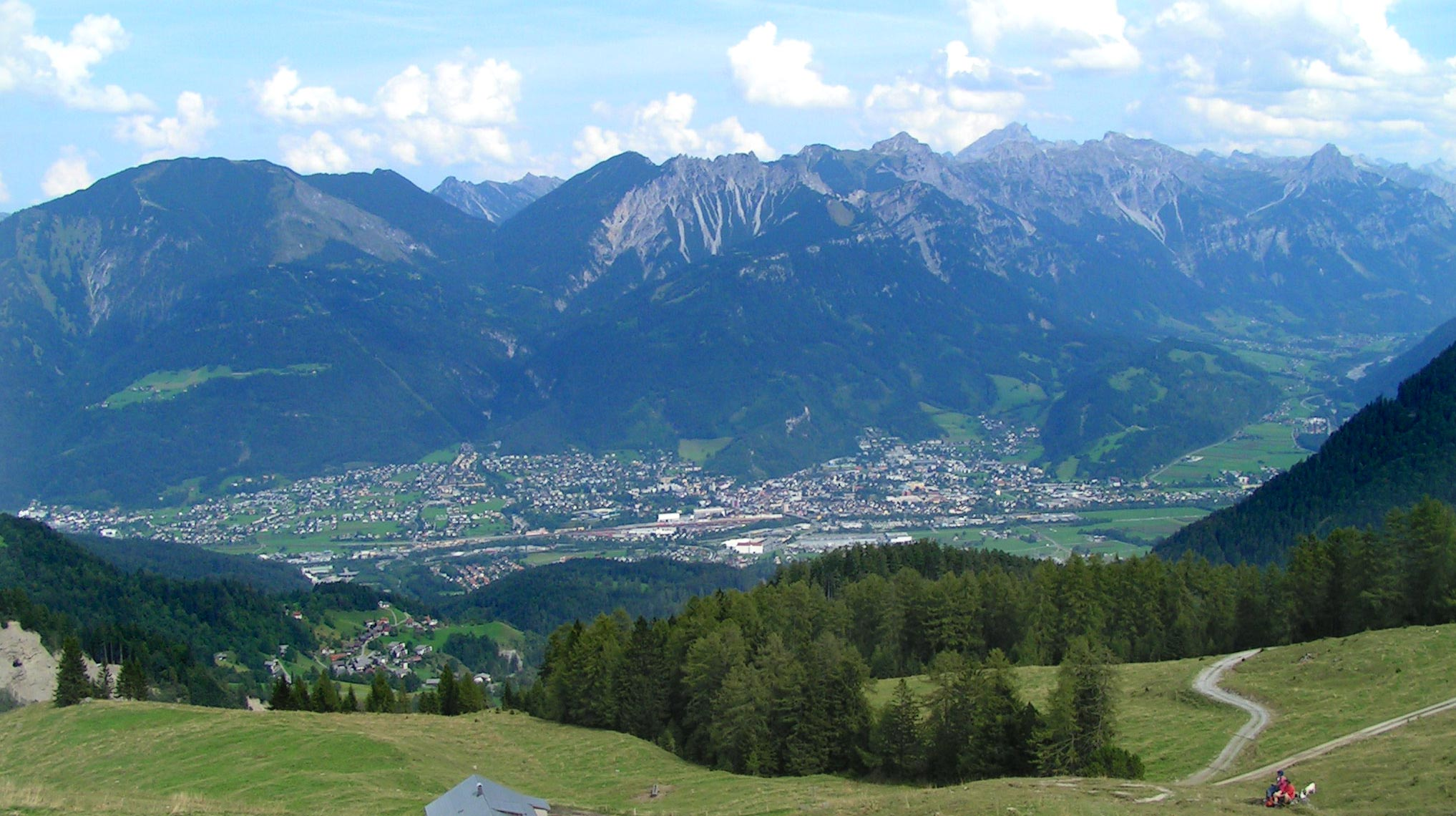
Bludenz

1. ↑  Dauersiedlungsraum der Gemeinden Politischen Bezirke und Bundesländer - Gebietsstand 1.1.2018 (în germană), Statistica Austriei, accesat în 10 martie 2019